# Ralph Fox
Ralph Hartzler Fox (né le 24 mars 1913 à Morrisville et mort le 23 décembre 1973 à Philadelphie) est un mathématicien américain, spécialiste de la théorie des nœuds. Professeur de topologie différentielle à l'université de Princeton, il a dirigé les travaux de nombreux chercheurs.

## Biographie
Ralph Fox a étudié au Swarthmore College pendant deux ans. Il a obtenu une maîtrise à l'université Johns-Hopkins et un Ph. D. à l'université de Princeton sous la direction de Solomon Lefschetz en 1939, avec une thèse intitulée On the Lusternik Schnirelmann Category. Ralph Fox a dirigé 21 thèses de doctorat, dont celles de John Milnor, John Stallings, Francisco González-Acuña, Guillermo Torres-Diaz et Barry Mazur.

## Recherche
Ses contributions mathématiques comprennent le n-coloriage de Fox (en), l'arc de Fox-Artin (en) et le calcul différentiel libre (en). Il a également identifié la topologie compacte-ouverte sur les espaces fonctionnels comme étant particulièrement appropriée en théorie de l'homotopie.
En plus de ses contributions de mathématiques pures, on lui doit l'introduction de plusieurs termes de base dans la théorie des nœuds : les concepts de nœud bordant, nœud ruban (en) et fibré de Seifert apparaissent dans ses travaux, ainsi que la surface de Seifert.
Il aussi popularisé le jeu de go à la fois à Princeton et à l'Institute for Advanced Study.

## Distinction
Ralph Fox a été conférencier invité au Congrès international des mathématiciens de 1950 à Cambridge.

## Publications (sélection)
- Richard H. Crowell et Ralph H. Fox, Introduction to Knot Theory, Springer-Verlag, coll. « Graduate Texts in Mathematics » (no 57), 1977 (ISBN 0-387-90272-4) — Réimpression de l’édition originale de 1963.
- Ralph H. Fox, « A quick trip through knot theory », dans M. K. Fort (éditeur), Topology of 3-Manifolds and Related Topics', Prentice-Hall, 1961 (MR 0140099), p. 120–167.
- Ralph H. Fox, « Metacyclic invariants of knots and links », Canadian Journal of Mathematics, vol. 22, no 2,‎ 1970, p. 193–201 (DOI 10.4153/CJM-1970-025-9, MR 0261584)
- Ralph H. Fox, « Rolling », Bulletin of the American Mathematical Society, vol. 72, Part 1,‎ 1966, p. 162–164 (DOI 10.1090/s0002-9904-1966-11467-2, MR 0184221)
- Ralph H. Fox et Neville F. Smythe, « An ideal class invariant of knots », Bulletin of the American Mathematical Society, vol. 15, no 5,‎ 1964, p. 707–709 (DOI 10.1090/s0002-9939-1964-0165516-2, MR 0165516)
- Kuo Tsai Chen, Ralph H. Fox et Roger C. Lyndon, « Free differential calculus. IV. The quotient groups of the lower central series. », Annals of Mathematics, vol. 68, no 1,‎ 1958, p. 81–95 (DOI 10.2307/1970044, MR 0102539)
- Ralph H. Fox, « On topologies for function spaces », Bulletin of the American Mathematical Society, vol. 51, no 6,‎ 1945, p. 429–432 (DOI 10.1090/s0002-9904-1945-08370-0, MR 0012224)
- William A. Blankinship et Ralph H. Fox, « Remarks on certain pathological open subsets of 3-space and their fundamental groups », Proceedings of the American Mathematical Society, vol. 1, no 5,‎ 1950, p. 618–624 (DOI 10.1090/s0002-9939-1950-0042120-8, MR 0042120)
- Ralph H. Fox, « Torus Homotopy Groups », Proceedings of the National Academy of Sciences of the United States of America, vol. 31, no 2,‎ février 1945, p. 71–74 (PMID 16588687, PMCID 1078755, DOI 10.1073/pnas.31.2.71)
- Ralph H. Fox, « On fibre spaces. I », Bulletin of the American Mathematical Society, vol. 49, no 8,‎ 1943, p. 555–557 (DOI 10.1090/s0002-9904-1943-07969-4, MR 0008702)
- Ralph H. Fox, « On fibre spaces. II », Bulletin of the American Mathematical Society, vol. 49, no 10,‎ 1943, p. 733–735 (DOI 10.1090/s0002-9904-1943-08015-9, MR 0009109)
- Ralph H. Fox, « A characterization of absolute neighborhood retracts », Bulletin of the American Mathematical Society, vol. 48, no 4,‎ 1942, p. 271–275 (DOI 10.1090/s0002-9904-1942-07652-x, MR 0006508)
- Ralph H. Fox, « On Homotopy and Extension of Mappings », Proceedings of the National Academy of Sciences of the United States of America, vol. 26, no 1,‎ 15 janvier 1940, p. 26–28 (PMID 16577957, PMCID 1078000, DOI 10.1073/pnas.26.1.26)
- Ralph Fox et Lee Neuwirth, « The braid groups », Mathematica Scandinavica, vol. 10,‎ 1962, p. 119–126 (DOI 10.7146/math.scand.a-10518, MR 0150755)